# Temple de Sukuh

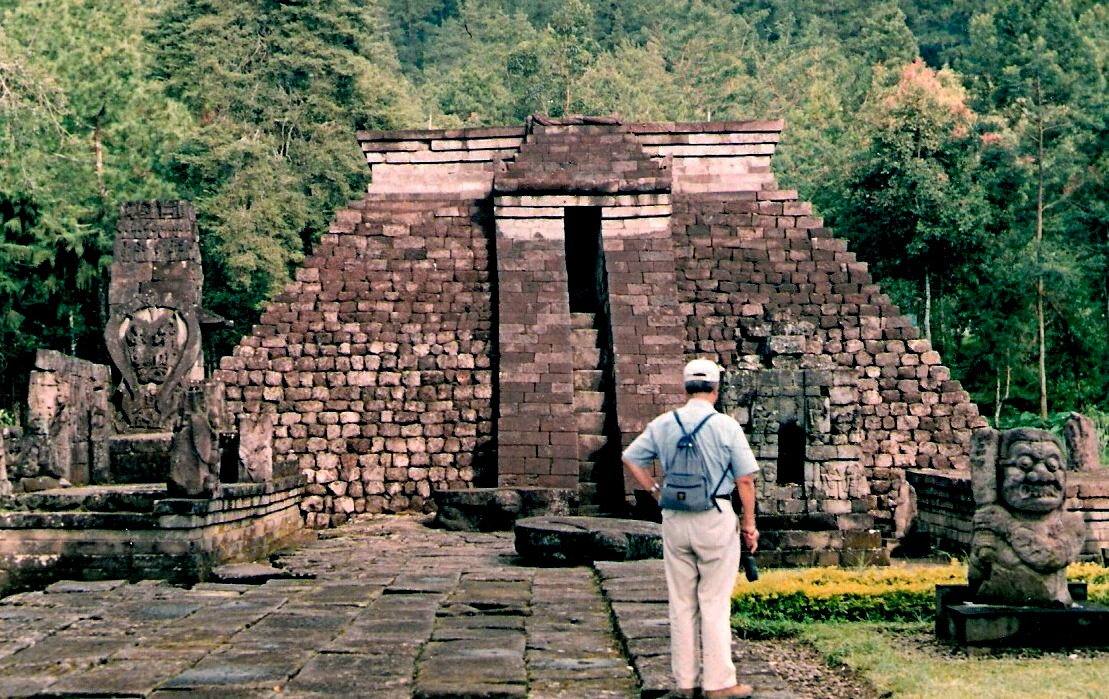
Construction principale du temple de Sukuh.

Le candi Sukuh est un temple du XVe siècle situé sur le flanc nord-ouest du mont Lawu, à une altitude de 910 mètres, à la limite des provinces de Java central et Java oriental en Indonésie. Avec le temple de Cetho situé dans la même région, c'est l'un des temples javanais de la fin de la période classique trouvés à ce jour.
Sukuh est toujours utilisé comme lieu de culte. En particulier, des Balinais viennent s'y rendre en pèlerinage.

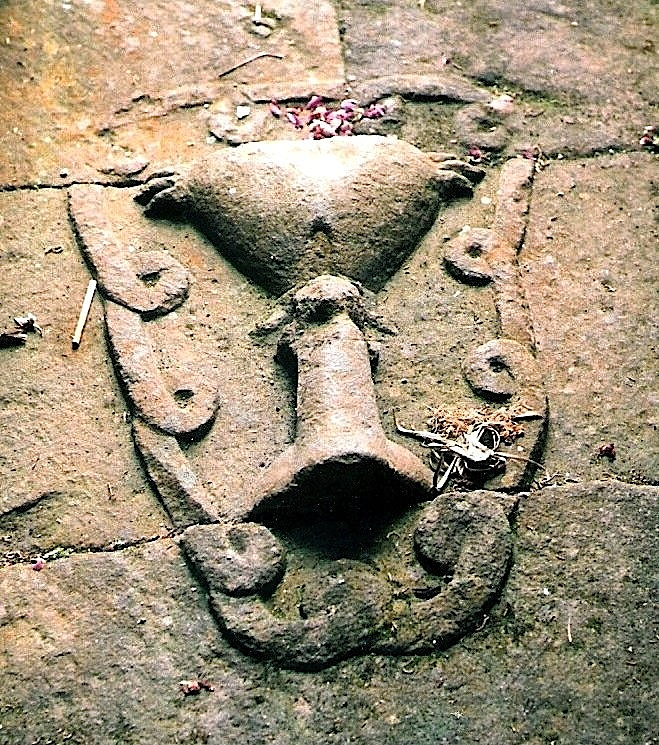
Bas-relief d'un yoni–linga sur le sol de l'entrée du temple de Sukuh.

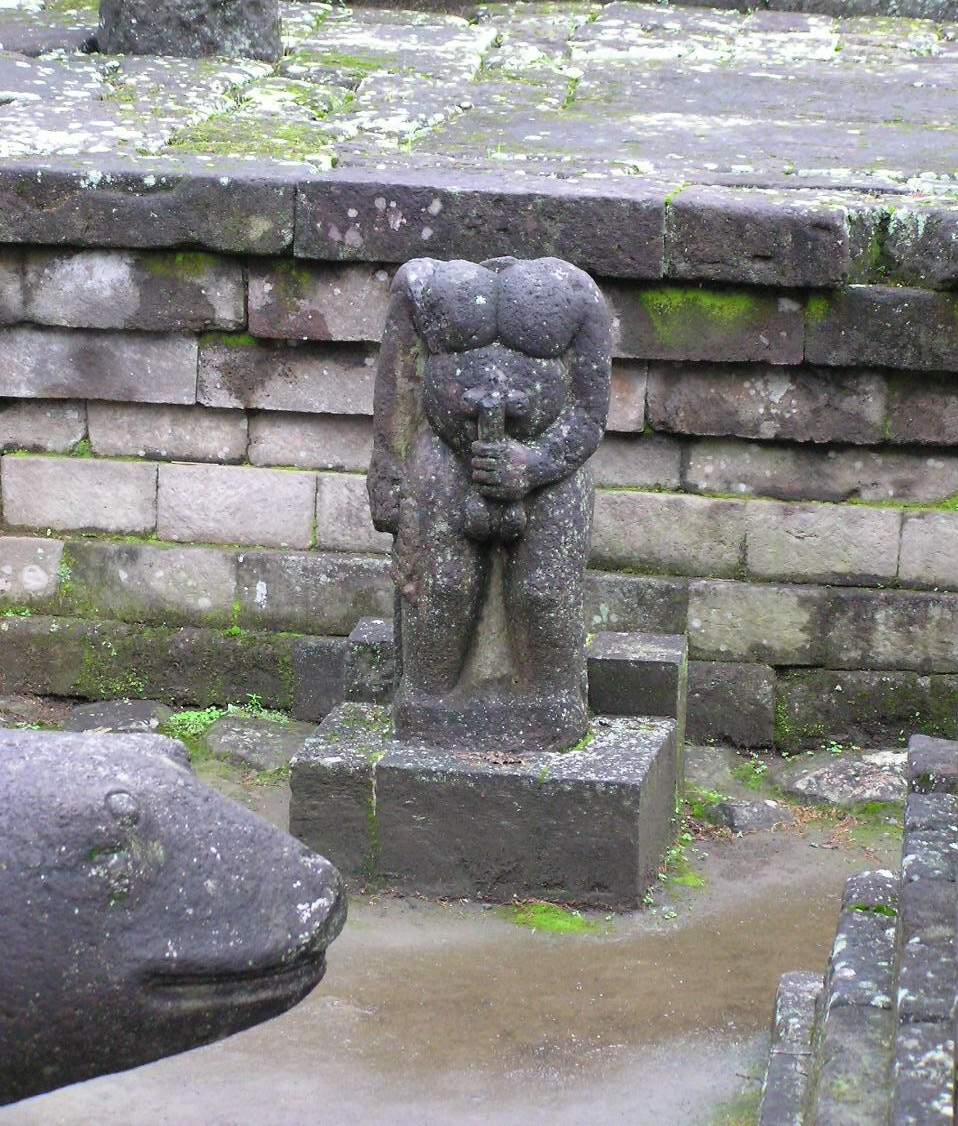
Statue grandeur nature d'un homme saisissant son pénis.